# Sherman Todd
Sherman Avery Todd (* 1. April 1904 in Buffalo, Wyoming; † 10. Juni 1979 in Laguna Beach, Kalifornien) war ein US-amerikanischer Filmeditor.

## Leben
Sherman Todd wurde 1904 als Sohn von Hildah E. (geb. Anderson, 1873–1947) und Joseph W. Todd (1872–1961) in Buffalo, Wyoming, geboren. Sein Vater war Banker und ab 1913 vier Jahre lang Bürgermeister seiner Heimatstadt. Ab 1931 war Sherman Todd als Filmeditor bei verschiedenen Filmstudios in Hollywood tätig. Dabei arbeitete er unter anderem mit den Regisseuren Sidney Franklin, John Ford und Sam Wood zusammen. 1941 erhielt er seine erste Oscar-Nominierung in der Kategorie Bester Schnitt für Fords Kriegsfilm Der lange Weg nach Cardiff. 1944 wurde er für Sam Woods Hemingway-Verfilmung Wem die Stunde schlägt erneut nominiert.
Ab 1952 kam er auch häufig beim US-amerikanischen Fernsehen zum Einsatz und schnitt von 1954 bis 1969 15 Jahre lang Fernsehserien für Four Star Productions. Er war zudem ein langjähriges Mitglied der Academy of Motion Picture Arts and Sciences und Ehrenmitglied der American Cinema Editors. Nach seiner Karriere als Filmeditor zog er sich nach Laguna Beach, Kalifornien, zurück, wo er 1979 im Alter von 75 Jahren verstarb. Todd war mit Win Todd verheiratet und hatte zwei Kinder, Sherman Avery junior und Charlotte.

## Filmografie (Auswahl)
- 1931: Palmy Days
- 1935: Folies Bergère de Paris
- 1935: Der Weg im Dunkel (The Dark Angel)
- 1936: Geliebter Rebell (Beloved Enemy)
- 1937: Stella Dallas
- 1938: The Goldwyn Follies
- 1938: Mein Mann, der Cowboy (The Cowboy and the Lady)
- 1939: Musik fürs Leben (They Shall Have Music)
- 1940: Unsere kleine Stadt (Our Town)
- 1940: Der lange Weg nach Cardiff (The Long Voyage Home)
- 1941: Mary und der Millionär (The Devil and Miss Jones)
- 1942: Joan of Paris
- 1943: Wem die Stunde schlägt (For Whom the Bell Tolls)
- 1946: Morgen und alle Tage (From This Day Forward) (Regisseur der Second Unit)
- 1947: Fremde Stadt (Magic Town)
- 1948: Berlin-Express
- 1948: Sie leben bei Nacht (They Live by Night)
- 1949: A Woman’s Secret
- 1950: Unser eigenes Ich (Our Very Own)
- 1950: Ende im Morgengrauen (The Sun Sets at Dawn)
- 1951: Stählerne Schwingen (Flying Leathernecks)
- 1951: Gangster (The Racket)
- 1952–1953: My Hero (TV-Serie, sieben Folgen)
- 1954: Cavalcade of America (TV-Serie, vier Folgen)
- 1956: Das Geheimnis der fünf Gräber (Backlash)
- 1956: Stunden des Terrors (A Day of Fury)
- 1956: Blutroter Kongo (Congo Crossing)
- 1956: Ritt in den Tod (Walk the Proud Land)
- 1956: Everything But the Truth
- 1956: The Great Man
- 1957: Istanbul
- 1957: The Girl in the Kremlin
- 1957: Die Uhr ist abgelaufen (Night Passage)
- 1958: Immer Ärger mit den Frauen (The Lady Takes a Flyer)
- 1958: Die letzte Kugel (Day of the Bad Man)
- 1958/1959: Richard Diamond, Privatdetektiv (Richard Diamond, Private Detective) (TV-Serie, zwei Folgen)
- 1958–1959: Josh (Wanted: Dead Or Alive ) (TV-Serie, sechs Folgen)
- 1959: Abenteuer im wilden Westen (Dick Powell’s Zane Grey Theater) (TV-Serie, drei Folgen)
- 1959: Law of the Plainsman (TV-Serie, eine Folge)
- 1959: Kein Fall für FBI (The Detectives) (TV-Serie, drei Folgen)
- 1959–1960: Westlich von Santa Fé (The Rifleman) (TV-Serie, acht Folgen)
- 1959–1960: Johnny Ringo (TV-Serie, drei Folgen)
- 1960: The Westerner (TV-Serie zwei Folgen)
- 1961/1962: Heute Abend Dick Powell (The Dick Powell Show) (TV-Serie zwei Folgen)
- 1963: Munroe (TV-Film)
- 1963–1965: Amos Burke (Burke’s Law) (TV-Serie, 21 Folgen)
- 1964/1965: Gauner gegen Gauner (The Rogues) (TV-Serie, zwei Folgen)
- 1965–1969: Big Valley (The Big Valley) (TV-Serie, 34 Folgen)

## Auszeichnungen
- 1941: Oscar-Nominierung in der Kategorie Bester Schnitt für Der lange Weg nach Cardiff
- 1944: Oscar-Nominierung in der Kategorie Bester Schnitt zusammen mit John F. Link Sr. für Wem die Stunde schlägt